# Stare Grądy (województwo mazowieckie)
Stare Grądy – wieś w Polsce położona w województwie mazowieckim, w powiecie sierpeckim, w gminie Szczutowo.
W latach 1975–1998 miejscowość administracyjnie należała do województwa płockiego.